# 種族衝突

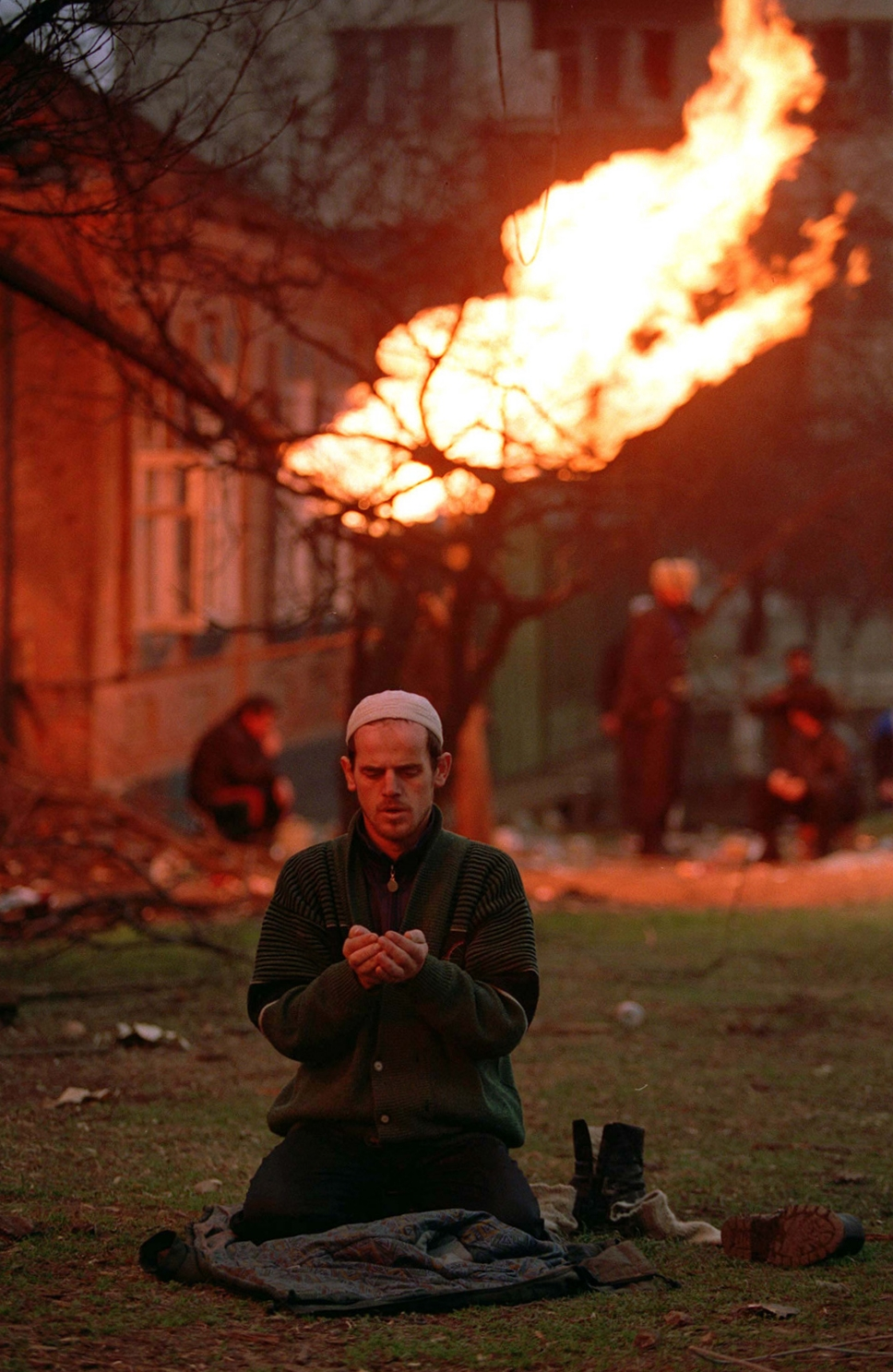
在1995年的格羅茲尼戰役期間，一個車臣人在祈禱（由米哈伊爾·埃斯塔菲耶夫拍攝）。

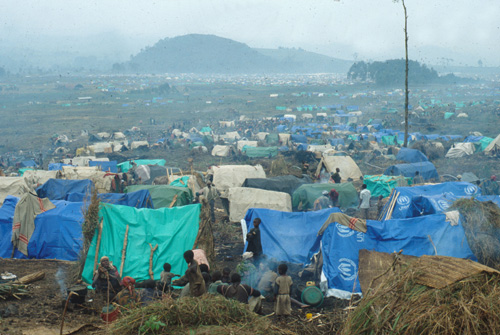
1994年卢旺达大屠杀後，在薩伊（今剛果民主共和國）為流離失所的图西族所建的难民营。

種族衝突（英語：Ethnic Conflict）是指兩個或更多的族群爭奪而造成的衝突。造成衝突的原因可能是政治、社會、經濟或宗教方面的因素，但不論原因，在衝突中的個體均會明確地為自己的族群而戰，這也是從其他鬥爭區分出種族衝突的標準。
種族衝突並不一定涉及暴力。在言論自由受到保障的多元種族的社會之中，種族衝突可能在多個民主國家當中是每天都會出現的事情。例如，種族衝突可以是為了爭奪分給不同族群的資源，而不涉及暴力的鬥爭。但是，在衝突之中參與對抗的主體必定是直接地或象徵性地與一個族群有關。在發達的多元種族的民主國家中，這些衝突一般已經制度化，並以國會、議會和政府部門為渠道，或者透過非暴力的示威和罷工等方式進行。雖然民主國家並不能一直避免種族衝突升級至暴力的層面，但是制度化的種族衝突可以保證該些族群能夠以一些和平的方式說出他們的訴求，從而減少暴力衝突發生的可能性。另一方面，在獨裁的體制中，少數民族一般無法表達他們的不滿，這因而使他們的不滿越加劇烈，從而造成長時間的種族沉默，接著便會爆發暴力衝突。因此，種族和平是指沒有暴力事件發生，而不是沒有衝突。另外，暴力的種族抗爭往往使得先前被邊緣化的族群獲得政治上的權利。
造成種族衝突的學術解釋一般有三個主流派系：原生論、工具主義或建構主義。最近，政治學家正爭論種族衝突是由上至下或還是由下至上。知識分子的辯論也集中在種族衝突是否在冷戰後更為普遍，以及透過如协商民主和联邦主义等手段制定管理衝突的方法。

## 種族衝突案例
- 南斯拉夫內戰
- 北愛爾蘭問題
- 北高加索叛亂
- 納戈爾諾-卡拉巴赫衝突
- 亞美尼亞種族滅絕
- 盧旺達種族滅絕
- 新疆民族衝突
  - 新疆種族滅絕指控
- 西藏問題
- 2016年羅興亞人危機
- 蘇丹游牧民族衝突
- 土耳其-庫爾德衝突
- 緬甸內戰
- 斯裏蘭卡內戰
- 2020年哈薩克斯坦南部種族騷亂
- 五一三事件 (馬來西亞)
- 黑色五月暴動
- 原漢衝突
- 2024年英國騷亂

## 外部連結
- European Centre for Minority Issues （页面存档备份，存于）
- INCORE International Conflict Research （页面存档备份，存于）
- Political Studies Association（英语：Political Studies Association） Specialist Group on Ethnopolitics
- Minority Rights Group International （页面存档备份，存于）
- Party-Directed Mediation: Facilitating Dialogue Between Individuals （页面存档备份，存于） by Gregorio Billikopf（英语：Gregorio Billikopf）, free complete book PDF download, at the University of California (3rd Edition, 2014). Special focus on multiethnic and multicultural conflicts.
- Party-Directed Mediation from Internet Archive (3rd Edition, multiple file formats including PDF, EPUB, and others)